# 柏林普鲁士网球俱乐部
柏林普鲁士网球是一家位于德国柏林的足球俱乐部，成立于1902年4月9日。作为一家足球俱乐部，它的名字卻包含網球，是由于起初该俱乐部是办网球和乒乓球。

## 歷史
這所俱樂部最初是办网球和乒乓球的，所以在1902年，它建立時的名字也包含這兩頂運動。到了1903年，這所俱樂部開始牽涉足球運動，並迅速成為當時德國足球界中領導的隊伍哈化柏林足球會的對手。在1913年，這俱樂部改名為柏林普鲁士網球俱樂部。分別在1932年和1940年，他們贏得了頭兩次聯盟冠軍賽，在1940年的那場，柏林普鲁士网球更以八比二的賽果擊敗哈化柏林。
在二戰之後亦即五十年代早期，柏林普鲁士网球俱樂部雖然是柏林的頂尖隊伍，但未能夠保持良好隊形及形勢，以致未夠資格進入當時在1963年新成立的德國足球甲組聯賽。
這所俱樂部建立後大部分時間都被財務問題困擾，卻不像其他的俱樂部倒閉或與其他機構合併，依然繼續運作。在1997至1998年期間，一個富裕的資助人為球隊輸入了昂貴的新優秀球員，在德國足球乙組聯賽回歸，並贏得德国足球地区联赛。在2000年，俱樂部的財政狀況因未能中標而倒塌，他們被拒絕批出有關牌照，在2000-01的季度後，更被強行降級到地區聯賽 。在接著的季度更降至德国足球高级联赛。但是在2009年，他們贏得高級聯賽，並獲許升級至地區聯賽。在2010-11季度，因再次面對財政困難，他們被降級至州級聯賽/聯會聯賽。在2011-12季度，他們被首次降級至高級區級聯賽/州級聯賽，並在2012-13季度得到第八名。
在2000年，這所俱樂部採用了現在的名字柏林普鲁士网球，以避免他人誤認為是一個網球俱樂部。

## 外在連結
- 官方網站 （页面存档备份，存于）
- 柏林普鲁士网球俱乐部的Facebook專頁
- 柏林普鲁士网球俱乐部的X（前Twitter）
- YouTube上的
- 在The Abseits Guide的簡介 （页面存档备份，存于）